# Onufry (Berezowski)
Onufry, imię świeckie Orest Wołodymyrowycz Berezowski (ur. 5 listopada 1944 w Korytnem) – biskup Ukraińskiego Kościoła Prawosławnego Patriarchatu Moskiewskiego, od 13 sierpnia 2014 jego zwierzchnik z tytułem metropolity kijowskiego i całej Ukrainy. 
15 grudnia 2018, po utworzeniu Kościoła Prawosławnego Ukrainy, Patriarchat Konstantynopolitański przestał uznawać Onufrego za metropolitę kijowskiego.

## Życiorys
Urodził się w rodzinie kapłana prawosławnego. Po ukończeniu szkoły średniej i szkoły budowlanej w Czerniowcach pracował w firmach budowlanych. W 1966 wstąpił na wydział ogólnotechniczny Uniwersytetu Czerniowieckiego. Po trzecim roku przerwał studia i wstąpił do seminarium duchownego w Moskwie, które ukończył w 1972. Będąc jeszcze jego słuchaczem złożył 18 marca 1971 wieczyste śluby zakonne, 20 czerwca tego samego roku został hierodiakonem, zaś 29 maja 1972 – hieromnichem. W 1980 otrzymał godność ihumena.
Od sierpnia 1984 służył w cerkwi Przemienienia Pańskiego w Łukinie przy przedstawicielstwie Góry Athos przy Patriarchacie Moskiewskim. Od 1985 był dziekanem ławry Troicko-Siergijewskiej, od 1986 jako archimandryta. W 1988 uzyskał dyplom kandydata nauk teologicznych w Moskiewskiej Akademii Duchownej. W latach 1988–1990 był przełożonym ławry Poczajowskiej. Dzięki jego staraniom monaster ten nie stał się centrum aktywności politycznej i nie przeszedł w ręce Ukraińskiego Autokefalicznego Kościoła Prawosławnego.

### Biskup
9 grudnia 1990 miała miejsce jego chirotonia na biskupa czerniowieckiego i bukowińskiego (zwierzchnika jednej z największych, pod względem liczby parafii, eparchii w Kościele). W 1991, wskutek konfliktu z metropolitą kijowskim Filaretem o przyszłość Kościoła na Ukrainie (nie popierał jego dążeń do jego autokefalii), został przeniesiony na katedrę iwano-frankowską, ówcześnie grupującą siedem parafii. Biskup Onufry odmówił jednak wyjazdu do Iwano-Frankowska, skupił wokół siebie zwolenników, nie wyjechał z Czerniowców i nie dopuścił biskupa Hilariona (Szukały), desygnowanego na jego następcę, do zarządu eparchii. Brał udział w spotkaniu biskupów Ukraińskiego Kościoła Prawosławnego w kwietniu 1992 w Żytomierzu, którego uczestnicy zaapelowali o zwołanie soboru swojego Kościoła, zaś jego zwierzchnika metropolitę Filareta (Denysenkę) oskarżyli o krzywoprzysięstwo. W efekcie spotkania oraz soboru, jaki miał miejsce w tym samym roku, metropolita Filaret został uznany za winnego rozbijania Kościoła i pozbawiony urzędu. Po odsunięciu Filareta z metropolii kijowskiej został ponownie biskupem czerniowieckim. Eparchią tą zarządzał od 1994 jako arcybiskup, zaś od 2000 jako metropolita.
W 2011 wszedł w skład Wyższej Rady Cerkiewnej Ukraińskiego Kościoła Prawosławnego Patriarchatu Moskiewskiego. Do 2014 kierował również Wyższym Sądem Cerkiewnym w tymże Kościele.
Od 24 lutego 2014 locum tenens Ukraińskiego Kościoła Prawosławnego Patriarchatu Moskiewskiego. 1 marca 2014 zwrócił się do patriarchy moskiewskiego i całej Rusi Cyryla z apelem o zapobieżenie interwencji rosyjskiej w kryzysie krymskim. Z prośbą o niedopuszczenie do wojny rosyjsko-ukraińskiej zwracał się także do prezydenta Rosji Władimira Putina.
19 marca 2014 Święty Synod Rosyjskiego Kościoła Prawosławnego dopuścił go do udziału w swoich pracach w charakterze członka stałego, na okres zastępowania metropolity kijowskiego.
W lipcu 2014 Onufry wezwał prorosyjskich separatystów we wschodnich obwodach Ukrainy do złożenia broni.

### Metropolita kijowski
13 sierpnia tego samego roku Święty Sobór Biskupów Ukraińskiego Kościoła Prawosławnego Patriarchatu Moskiewskiego wybrał go na nowego metropolitę kijowskiego i całej Ukrainy. Głos na niego oddało 48 biskupów z 74 uprawnionych do głosowania. Cztery dni później na placu przed ławrą Peczerską odbyła się jego uroczysta intronizacja. Obrzędu wprowadzenia metropolity na tron dokonali metropolici odeski i izmaelski Agantangel oraz symferopolski i krymski Łazarz, zaś gramotę potwierdzającą jego wybór wystawioną przez patriarchę moskiewskiego i całej Rusi odczytał metropolita wołokołamski Hilarion. Na uroczystościach obecni byli przedstawiciele większości autokefalicznych Cerkwi.
Onufry wzywał obydwie strony konfliktu na wschodniej Ukrainie do zaprzestania walk, określając wojnę jako bratobójczą. Kierowany przez niego Kościół, w odróżnieniu od niekanonicznych Cerkwi działających na Ukrainie oraz innych związków wyznaniowych w tym kraju, nie uznał wojny w Donbasie za wynik rosyjskiej agresji i nie potępił jej. Zdarzały się natomiast przypadki sympatyzowania z separatystami wśród mnichów i białego (niezakonnego) duchowieństwa. 8 maja 2015 Onufry nie wstał podczas sesji ukraińskiej Rady Najwyższej, gdy wyczytywano nazwiska uhonorowanych tytułem Bohatera Ukrainy uczestników walk w Donbasie. Gest ten miał być protestem przeciwko każdej wojnie. 18 maja tego samego roku metropolita wezwał do zakończenia rosyjsko-ukraińskiej wojny informacyjnej, która niszczy dobre dotąd stosunki między obydwoma narodami, bliskimi pod względem kultury i dominującego wyznania. Nakazał również duchowieństwu powstrzymać się od gestów eskalujących wzajemną wrogość, a wszystkim prawosławnym działać na rzecz pokoju.
30 listopada 2017 występując na posiedzeniu synodu biskupów Rosyjskiej Cerkwi Prawosławnej w Moskwie zaapelował o nadanie UCP PM większych uprawnień autonomicznych.
W 2018 r. kierowany przez Onufrego Ukraiński Kościół Prawosławny Patriarchatu Moskiewskiego odmówił udziału w procesie tworzenia autokefalicznej Cerkwi lokalnej na Ukrainie, który to proces został zainicjowany we wrześniu tego roku przez patriarchę konstantynopolitańskiego Bartłomieja, na prośbę władz ukraińskich. W procesie tworzenia nowej Cerkwi od początku brali udział przedstawiciele Ukraińskiego Kościoła Prawosławnego Patriarchatu Kijowskiego oraz Ukraińskiego Autokefalicznego Kościoła Prawosławnego, z których 11 października 2018 r. patriarcha Bartłomiej zdjął kary kościelne. Ukraiński Kościół Prawosławny Patriarchatu Moskiewskiego (podobnie jak cały Patriarchat Moskiewski) nie uznał tych decyzji. Następnie jego przedstawiciele odrzucili możliwość udziału w planowanym soborze zjednoczeniowym. Przed soborem patriarcha Bartłomiej zwrócił się osobiście do metropolity Onufrego listownie, apelując o przybycie na sobór i stwierdzając, że po jego przeprowadzeniu Konstantynopol przestanie uznawać go za kanonicznego metropolitę kijowskiego. Hierarcha zwrócił ten list nadawcy bez żadnej odpowiedzi.
Sobór, na którym utworzono Kościół Prawosławny Ukrainy, odbył się 15 grudnia 2018 r. w soborze Mądrości Bożej (Sofijskim) w Kijowie. Ukraiński Kościół Prawosławny Patriarchatu Kijowskiego oraz Ukraiński Autokefaliczny Kościół Prawosławny dokonały przed nim samorozwiązania, natomiast kierowany przez Onufrego Ukraiński Kościół Prawosławny Patriarchatu Moskiewskiego nie przysłał na sobór oficjalnej delegacji. Jego duchowni, którzy przybyli na sobór z własnej inicjatywy, zostali przez UKP PM uznani za sprawców rozłamu i suspendowani. Z kolei Patriarchat Konstantynopolitański stoi na stanowisku, że po soborze z 15 grudnia dalsza działalność UKP PM na terytorium Ukrainy nie jest już kanonicznie uzasadniona.
W 2022 po ataku Rosji na Ukrainę wezwał Władimira Putina do zakończenia bratobójczej wojny oraz apelował o zgodę na ewakuowanie ukraińskich żołnierzy z oblężonego przez Rosjan Mariupola. 
27 maja 2022 r. Ukraiński Kościół Prawosławny Patriarchatu Moskiewskiego, z inicjatywy metropolity Onufrego, przeprowadził nadzwyczajny sobór i wprowadził zmiany w swoim statucie, sugerujące oderwanie się od Patriarchatu Moskiewskiego i chęć dalszego funkcjonowania jako Kościół w pełni niezależny. Dokument ten nie został jednak oficjalnie opublikowany, a Cerkiew nie podjęła również dalszych działań na rzecz faktycznego uzyskania statusu Kościoła autokefalicznego. Część duchowieństwa Kościoła, które mimo wojny zachowało prorosyjskie nastawienie, w praktyce zbojkotowała ustalenia soboru.  Rosyjski Kościół Prawosławny w dalszym ciągu uważa Ukraiński Kościół Prawosławny za swoją część składową. 
W lipcu 2025 roku został pozbawiony obywatelstwa ukraińskiego. Służba Bezpieczeństwa Ukrainy odkryła, że Onufry w 2002 roku dobrowolnie przyjął obywatelstwo rosyjskie bez powiadomienia władz ukraińskich.